# 比布鲁斯城堡

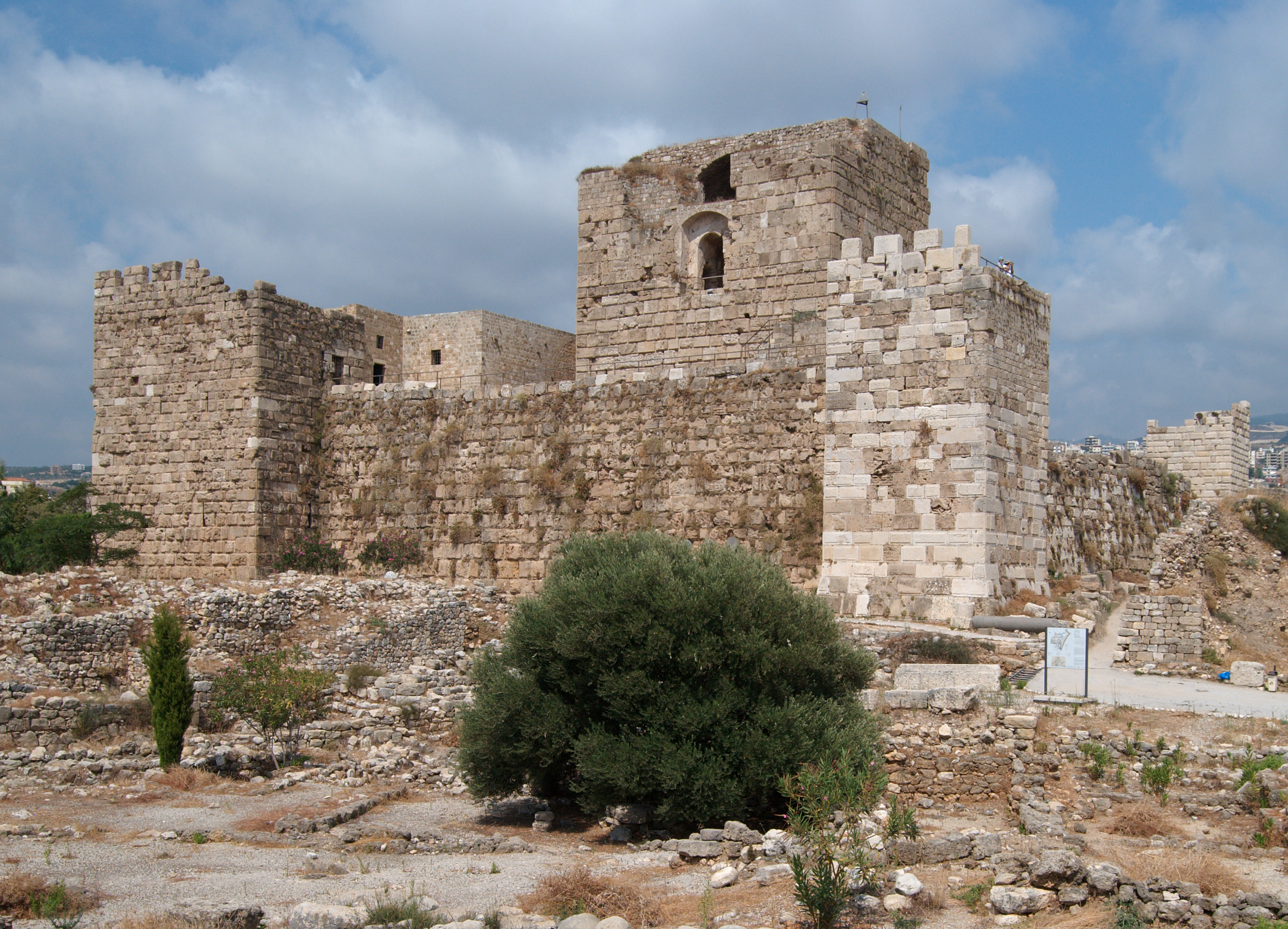
比布鲁斯城堡

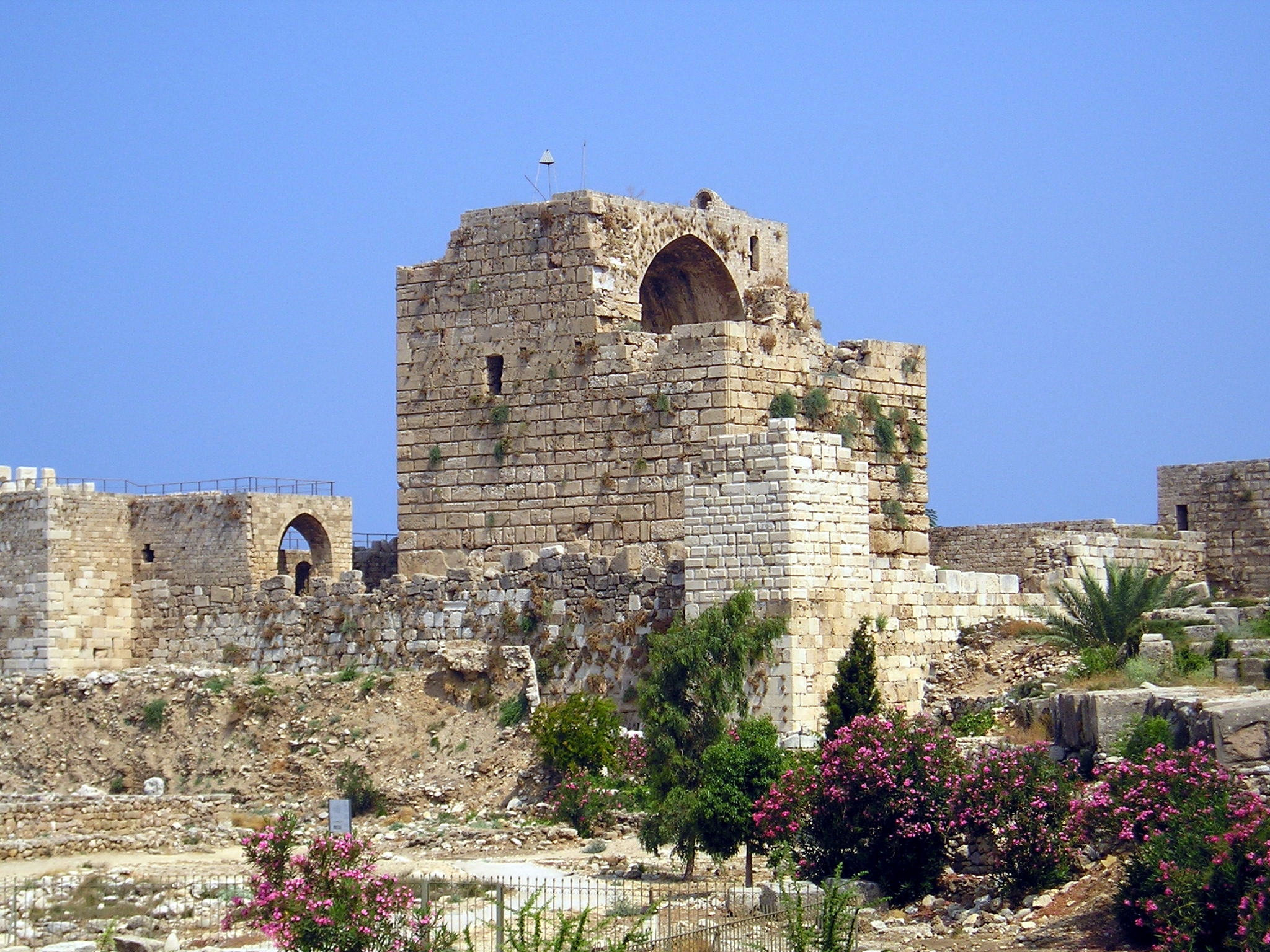
比布鲁斯城堡

比布鲁斯城堡是黎巴嫩比布鲁斯的一座城堡，由十字军兴建于12世纪，利用了当地的石灰石和之前的罗马建筑材料修建，四周有护城河。它属于热那亚Embriaco家族。1188年，萨拉丁攻占该城，在1190年拆除了城墙。后来，十字军夺回比布鲁斯，在1197年重建城堡的防御工事。1369年，城堡抵御来自塞浦路斯法马古斯塔船只的攻击。
由于比布鲁斯城悠久的人类居住历史，比布鲁斯城堡内拥有不同时代独具特色的历史建筑。在城堡周边有几个古老神庙、腓尼基皇家墓地和罗马圆形剧场，这些都证明了比布鲁斯丰富多样的历史。